# Saint-Brandan
Saint-Brandan es una comuna francesa situada en el departamento de Côtes-d'Armor, en la región de Bretaña.

## Demografía
| 1839 | 1741 | 1706 | 2032 | 2184 | 2240 | 2295 |
| Para los censos de 1962 a 1999 la población legal corresponde a la población sin duplicidades (Fuente: INSEE [Consultar]) |      |      |      |      |      |      |